# Sandro Schneebeli
Sandro Schneebeli (* 28. Januar 1974 in Lugano) ist ein Schweizer Jazzmusiker (Gitarre, Komposition) und Musikproduzent.

## Leben und Wirken
Schneebeli spielte als Jugendlicher Gitarre; ab 1994 absolvierte er ein Musikstudium an der Swiss Jazz School in Bern. Er trat zunächst im Duo Guitarthing mit Gitarrist Tomas Sauter und mit seiner Sandro Schneebeli Group auf; mit beiden Formationen entstanden Alben. Im Zentrum seines Schaffens steht seit einigen Jahren seine Weltmusik-Band Scala Nobile, in der er mit Freunden aus dem Tessin, aus Italien, Brasilien und der Deutschschweiz konzertiert. Im Duo mit dem Alphorn- und Schwyzerörgelispieler Bruno Bieri erkundet er zudem im Projekt Di Vento Suoni Schnittstellen zwischen Jazz und volkstümlicher Musiktradition. Mit dem Saxophonisten Max Pizio präsentierte er daneben »Konzerte im Dunkeln«, etwa 2018 bei JazzAscona.

## Diskographische Hinweise
- Sandro Schneebeli Group: Estate (Brambus 2000 mit Sandy Patton, George Robert, Stewy von Wattenwyl, Daniel Aebi)
- Guitarthing Sol (Altrisuoni 2004, mit Tomas Sauter)
- Scala Nobile (Unit Records 2009, mit Michael Zisman, Daniel Schläppi, Stephan Rigert)
- Sandro Schneebeli Feat. Paul McCandless & Bruno Amstad: Scala Nobile (Live at Estival 2011) (Unit Records 2012, mit Antonello Messina, Eduardo DuDu Penz, Samuel Baur, Stephan Rigert)